# Clodomiro Ledesma
Pour les articles homonymes, voir Ledesma.
Clodomiro Ledesma, ou simplement Ledesma, est une localité rurale argentine située dans le département de Concordia, dans la province d'Entre Ríos. Elle comptait 224 habitants en 2010.